# زمین‌لرزه ۲۰۲۵ کامچاتکا
در روز ۲۹ ژوئیه ۲۰۲۵ و در ساعت ۲۳:۲۴ یک زمین‌لرزه کلان‌راندگی با مقیاس بزرگی لرزه‌ای ۸٫۸ ساحل شرقی شبه‌جزیره کامچاتکا در کشور روسیه ۱۱۹ کیلومتر جنوب شهر ساحلی پتروپاولوفسک-کامچاتسکیی را به لرزه درآورد. این زمین‌لرزه قوی‌ترین زمین‌لرزه ثبت‌شده از زمان زمین‌لرزه و سونامی ۲۰۱۱ توهوکو می‌باشد. این زمین‌لرزه همراه با زمین‌لرزه ۱۹۰۶ اکوادور-کلمبیا و زمین‌لرزه ۲۰۱۰ شیلی، ششمین زمین‌لرزه قوی ثبت‌شده تاکنون می‌باشد. زلزله باعث آسیب متوسطی و مصدوم شدن چند نفر در سرزمین کامچاتکا و استان ساخالین شد. ولی سونامی به دنبال آن در سراسر اقیانوس آرام با موج هایی در اندازه یک متر یا کمتر در اکثر مکان ها ضعیف بود.

## خسارت و تلفات
حداقل چهار نفر در کامچاتکا آسیب دیدند اما هیچ یک از صدمات جدی نبود. در ژاپن یک زن ۵۸ ساله بعد از هشدار تخلیه بخاطر خطر سونامی ناشی از زلزله در حین تخلیه تصادف کرد و کشته شد.

## عواقب
کلوچفسکایا اسپوکا یک آتش فشان در شبه جزیره کامچاتکا اندکی پس از زلزله شروع به فوران کرد.